# 概日リズム睡眠障害
概日リズム睡眠障害（がいじつリズムすいみんしょうがい）とは、概日リズムの障害に基づくと考えられる睡眠障害の一群である。概日リズム睡眠障害を持つ人は出勤、登校、その他の社会生活において要求される通常の時間に寝起きすることができない。もし自らの体内時計の要求する時間に寝起きすることが許されるのならば、彼らは通常十分な睡眠をとることができる。その他の睡眠障害を併せ持っていない限り睡眠の質も通常である。
人は、概日リズムとして知られる約24時間周期の体内時計を持っており、これに従って一日の生活を送る。体内時計の影響により、眠気は時間経過と共に増加の一途をたどるわけではない。人の睡眠に対する要求と熟睡する能力は、「十分な睡眠から目覚めた後からの経過時間」と「内在的な概日リズム」の両方に影響される。このように、体は一日の違う時間帯に睡眠と覚醒に適した状態になる。
ただし正確に24時間周期で動いているわけではなく多くの場合少しズレおおよそ25時間周期といわれ、光を浴びることによってリセットされる。
治療法については、「概日リズム睡眠障害#治療」を参照。

## 概日リズム睡眠障害の分類
概日リズム睡眠障害は次のように分類される。

### 外因性
- 時差ぼけ: 時差の大きい地域へ短時間で移動することによって起こる。一時的に睡眠・覚醒障害、易疲労感、胃腸障害などの症状がみられる。ただの一時的な単純な時差ボケで、著しい苦痛を呈していない場合には、障害ではなく単なる時差ぼけである。
- 交代勤務性睡眠障害: シフト勤務者などに起こる睡眠障害。日中の入眠困難、易疲労感、胃腸障害などの症状が現れる。

### 内因性
- 睡眠相後退症候群 (Delayed sleep phase syndrome, DSPS): 睡眠相が望ましい時間帯から遅れて固定し、前進させることが困難な状態。
- 睡眠相前進症候群 (Advanced sleep phase syndrome, ASPS): 睡眠相が望ましい時間帯から慢性的に前進しており、後退させることが困難な状態。
- 非24時間睡眠覚醒症候群 (Non-24-hour sleep-wake syndrome): 24時間の明暗周期と同調しない概日リズムのため、不眠や過度の眠気が出現する時期と無症候期が交代で出現する。
- 不規則型睡眠・覚醒パターン (Irregular sleep-wake patterns): 睡眠や覚醒の出現が不規則に起こり、一日に複数回睡眠する。

## 通常の概日リズム
健全な概日リズムを持つ人々の中には、早寝・早起きを好む「朝型」（ヒバリ型）の人と、逆に遅く眠り遅く起きる「夜型」（フクロウ型）の人がいる。
朝型か夜型かにかかわらず、通常の概日リズムを持つ人は、
- 朝は予定した時間に起きることができ、夜は十分な睡眠がとれるように予定した時間に入眠することができる。
- 望みどおりに、毎日同じ時間に睡眠・覚醒できる。
- いつもより早く起きなければならない新生活を始めた後も、数日経てば夜もいつもより早く眠ることができるようになる。例えば、午前1時に眠り、午前9時に起きる習慣のある人が、新しい仕事に就き、月曜日からは午前6時に起きなくてはならなくなったとする。その人は次の金曜日までには、午後10時頃に眠り始め、午前6時に起きることができる。この早い睡眠・覚醒時間への適応は「睡眠相の前進」として知られる。健康な人は、睡眠相を一日におよそ1時間前進させることができる。

研究者らによって時計や光など、時刻情報となるものを排除した特別な施設で被験者に生活してもらう実験が行われた。時刻情報がないと被験者たちは、一日1時間ずつ就寝・起床の時間が遅れていく傾向があった。これらの実験は人の概日リズムの「自由継続周期」は約25時間であることを示したようであった。しかし、これらの被験者は人工的な照明を自分でコントロールすることを許されていたので、主観的夜に付けていた位相の後退を起こしていた。最近の研究では、すべての年齢の成人で自由継続周期が平均24時間11分であることが示された。24時間の昼・夜のサイクルを維持するためには、体内時計は規則的な環境の時刻情報、例えば日の出・日の入り・毎日の繰り返し作業などが必要である。時刻情報は通常の人の概日リズムを、外界と調和させている。

## 概日リズムの異常
非24時間睡眠覚醒症候群のような慢性的な概日リズム睡眠障害は、環境の時刻情報に反応して睡眠覚醒リズムを調節する能力の低下が原因であると考えられている。
例えば、これらの人達は通常より長い概日リズムを持っており、時刻情報に十分に反応することができないと考えられている。より罹患者の多い睡眠相後退症候群 (DSPS) の人は、環境の24時間サイクルに合わせて活動するが、非24時間睡眠覚醒症候群の患者は、社会的に受け入れられる時間帯に寝起きできず、例えば午前4時に就寝し正午に起床し、それが日に日にずれていくなど社会生活をおくることが困難な状況となってしまう。

## 診断
状況の把握は重要であり、そのための睡眠日誌は、起床と入眠時刻、中途覚醒、覚醒と起床時刻、日中の眠気や居眠り、活動状態などを記録し、2-4週間分で十分となる。アクチグラフは、睡眠日誌による記録が難しい場合に用いられる。

## 治療
概日リズム睡眠障害には以下のような治療法が考えられる。
- 行動療法や睡眠衛生では、患者に昼寝やカフェインなどの刺激剤を避けることや、睡眠と性交以外のときにベッドに入らないことを指示する。
- 高照度光療法は、生物的な概日リズム調整の仕組みを使って、睡眠を遅らせたり早めたりする。患者は、睡眠相の前進か後進に適した時間に、一回に30分〜60分の間、10,000ルクス以内の高照度の光に曝される。
- メラトニンは1985年に、ヒトの睡眠リズムを移動させることが研究で示された[3]。タシメルテオンは、非24時間睡眠覚醒症候群に有効性が認められ、アメリカで承認されている。なお、リスペリドンの有効性を示唆した事例もある[4]。
- 時間療法では毎日1-2時間ずつ寝る時間を遅らせたり早めたりして調節する[5]。

日本睡眠学会による2009年の『睡眠学』では1992年の研究から、メラトニンを0.5mg服用する場合には、11時から19時の間では、睡眠相は前進し、4時から12時の間では後退すると記載されている。また推測から前日に入眠した6-7時間前に服用することで前進の効果が最も高いとされる。
健康な成人を対象とした実際にメラトニン0.5mgを3日間の連続投与をした実験においては、朝方夜型などを含めた被験者は実験前に1週間にわたり23時に眠っており、平均して18-19時頃のメラトニンの服用によって前進時間が最長となっており、それは薄明りメラトニン分泌開始時刻の3.3時間前であった。その後の時間帯の服用では睡眠相の前進作用は弱くなり、約22時ごろを境にして後退作用に変わった。
米国では交代勤務による概日リズム睡眠障害にモダフィニルの適応が認められているが、副作用のリスクが高く、一般的には短期間の使用に留めるべきとの考え方がある。2011年に欧州医薬品庁は、交代勤務による過剰な眠気に対するモダフィニルの使用は、ベネフィット・リスクのバランス評価において肯定できないと結論付けた。

## サーカディアンハウスの提唱
睡眠医療の専門医である小池茂文は、体内時計、概日リズム（サーカディアンリズム）の安定には、住まい、生活習慣が大切であると提唱している。
例えば、目覚まし時計などの音で起きるのではなく、タイマー式電動シャッター（サーカディアンシャッター）、タイマー式電動カーテン（サーカディアンカーテン）と名付け、自然光による目覚めを提唱している。近年は都心部のマンションなどでは、朝起きて地下道と直結しオフィスで勤務してしまう、いっさい太陽光と乖離した生活をしてしまうことも少なくなく、体内時計が狂い、睡眠障害やうつ病などを発生しやすい傾向がある。
朝起きて速やかに高照度、つまり朝日を浴びることは望ましいが、単純に朝日を浴びるだけでなく、「食事を摂り」、「排便をし」体全体をしっかり目覚めさせることが重要であり、自然光は曇りや雨でも体を覚醒させるには十分な力があることから、住まいの中で最も朝食の時間帯に明るい場所（窓際）を朝食時のダイニングとすることを提唱している。また単に睡眠時間を得る事を重要視するのではなく、「質の良い睡眠」を間取り構成で得る努力も大切であるとしている。例えばエアコンの室外機の位置、トイレの排水音、ドアの音など、生活音からベッド配置を考慮することも大切であるとし、こういった住まいをサーカディアンハウス、ハウスサーカディアン（商標登録）として提唱している。